# Народно читалище „Васил Левски – 1907“
Народно читалище „Васил Левски – 1907“ е читалище в село Бистра, община Търговище, област Търговище. Разположено на адрес: ул. „Шипка“ № 12. То е действащо читалище, регистрирано под номер 762 в Министерство на Културата на Република България. Към 2020 г. председател на читалищното настоятелство е Станка Янакиева Алексиева, а секретар – Мария Петрова Иванова. 
Фондът на библиотеката към читалището включва над 8000 тома литература.